# Davis Cup 2025 – 1. kvalifikační kolo
1. kvalifikační kolo Davis Cupu 2025 představovalo třináct mezistátních tenisových zápasů hraných mezi 30. lednem a 2. únorem 2025. V rámci mužské týmové soutěže – Davis Cupu 2025, do úvodního kvalifikačního kola nastoupilo dvacet šest družstev, která vytvořila třináct párů. Dvoudenní vzájemná mezistátní utkání se konala ve formátu domácího a hostujícího týmu do tři vítězných bodů (čtyři dvouhry a čtyřhra).
Třináct vítězů prvního kvalifikačního kola postoupilo do zářijového 2. kvalifikačního kola 2025 o postup na finálový turnaj. Na třináct poražených čekala účast v 1. světové skupině 2025 hrané rovněž v září. Italští obhájci titulu obdrželi jako hostitelská země finále divokou kartu do finálového turnaje 2025 bez nutnosti průchodu kvalifikací. Nizozemsko získalo divokou kartu zajištující mu postup do 2. kvalifikačního kola.

## Přehled
Účast v 1. kvalifikačním kole si zajistilo 26 týmů:
- 12 týmů z 2.–16. místa finále 2023 (Itálie a Nizozemsko obdržely divokou kartu do finále)
- 12 vítězů 1. světové skupiny 2024

| Nasazené týmy 1. Austrálie (2. ITF) 2. Kanada (3.) 3. Německo (5.) 4. Spojené státy (6.) 5. Srbsko (7.) 6. Chorvatsko (8.) 7. Francie (9.) 8. Španělsko (10.) 9. Česko (11.) 10. Velká Británie (12.) 11. Finsko (13.) 12. Belgie (14.) 13. Argentina (15.) | Nenasazené týmy - Chile (16.) - Brazílie (17.) - Slovensko (18.) - Jižní Korea (19.) - Švédsko (20.) - Maďarsko (22.) - Švýcarsko (23.) - Rakousko (24.) - Dánsko (25.) - Tchaj-wan (27.) - Izrael (28.) - Japonsko (29.) - Norsko (31.) |

Žebříček ITF k 25. listopadu 2024.
| 1. kvalifikační kolo: 30. ledna – 2. února 2025 | 1. kvalifikační kolo: 30. ledna – 2. února 2025 | 1. kvalifikační kolo: 30. ledna – 2. února 2025 | 1. kvalifikační kolo: 30. ledna – 2. února 2025 | 1. kvalifikační kolo: 30. ledna – 2. února 2025 | 1. kvalifikační kolo: 30. ledna – 2. února 2025 | 1. kvalifikační kolo: 30. ledna – 2. února 2025 |
| Domácí                                          | výsledek                                        | hosté                                           | místo konání                                    | areál / hala                                    | povrch                                          |                                                 |
| ----------------------------------------------- | ----------------------------------------------- | ----------------------------------------------- | ----------------------------------------------- | ----------------------------------------------- | ----------------------------------------------- | ----------------------------------------------- |
| Švédsko                                         | 1–3                                             | Austrálie [2]                                   | Stockholm                                       | Kungliga tennishallen                           | tvrdý (hala)                                    |                                                 |
| Kanada [3]                                      | 2–3                                             | Maďarsko                                        | Montréal                                        | IGA Stadium                                     | tvrdý (hala)                                    |                                                 |
| Izrael                                          | 1–3                                             | Německo [4]                                     | Vilnius (Litva)                                 | SEB Arena                                       | tvrdý (hala)                                    |                                                 |
| Tchaj-wan                                       | 0–4                                             | Spojené státy [5]                               | Tchaj-pej                                       | Tchajpejské tenisové centrum                    | tvrdý (hala)                                    |                                                 |
| Dánsko                                          | 3–2                                             | Srbsko [6]                                      | Kodaň                                           | Royal Arena                                     | tvrdý (hala)                                    |                                                 |
| Chorvatsko [7]                                  | 3–1                                             | Slovensko                                       | Osijek                                          | Gradski vrt Hall                                | tvrdý (hala)                                    |                                                 |
| Francie [8]                                     | 4–0                                             | Brazílie                                        | Orléans                                         | Palais des Sports                               | tvrdý (hala)                                    |                                                 |
| Švýcarsko                                       | 1–3                                             | Španělsko [9]                                   | Biel                                            | Swiss Tennis Arena                              | tvrdý (hala)                                    |                                                 |
| Česko [10]                                      | 4–0                                             | Jižní Korea                                     | Ostrava                                         | RT Torax Arena                                  | tvrdý (hala)                                    |                                                 |
| Japonsko                                        | 3–2                                             | Velká Británie [11]                             | Miki                                            | Bourbon Beans Dome                              | tvrdý (hala)                                    |                                                 |
| Rakousko                                        | 4–0                                             | Finsko [12]                                     | Schwechat                                       | Multiversum Schwechat                           | antuka (hala)                                   |                                                 |
| Belgie [13]                                     | 3–1                                             | Chile                                           | Hasselt                                         | Sporthal Alverberg                              | tvrdý (hala)                                    |                                                 |
| Norsko                                          | 2–3                                             | Argentina [14]                                  | Fjellhamar                                      | Fjellhamar Arena                                | tvrdý (hala)                                    |                                                 |

Vysvětlivky
1. ↑  Hráno na neutrální půdě v Litvě.

## Zápasy 1. kola kvalifikace

### Švédsko vs. Austrálie
| | Švédsko | 1 :                                                        | 3     | Austrálie |     |            |
| --- | ------- | ---------------------------------------------------------- | ----- | --------- | --- | ---------- |
| Kungliga tennishallen, Stockholm, Švédsko 31. ledna – 1. února 2025 tvrdý (hala) |         |                                                            |       |           |     |            |
| \| \| \| \| 1. \| 2. \| 3. \| \| \| -- \| \| ---------------------------------------------------------- \| ----- \| --- \| --- \| ---------- \| \| 1. \| \| Mikael Ymer Alex de Minaur \| 5 7 \| 1 6 \| \| \| \| 2. \| \| Leo Borg Aleksandar Vukic \| 4 6 \| 4 6 \| \| \| \| 3. \| \| Filip Bergevi / André Göransson Matthew Ebden / John Peers \| 79 67 \| 3 6 \| 2 6 \| \| \| 4. \| \| Leo Borg John Peers \| 7 5 \| 6 4 \| \| \| \| 5. \| \| Mikael Ymer Aleksandar Vukic \| \| \| \| nehrálo se \| \| \| \| \| \| \| \| \| \| \| \| \| \| \| \| \| \| \| \| \| \| \| \| \| \| \| \| \| \| \| \| \| \| \| \| \| \| \| \| \| |         |                                                            |       |           |     |            |
| |         |                                                            | 1.    | 2.        | 3.  |            |
| 1. |         | Mikael Ymer Alex de Minaur                                 | 5 7   | 1 6       |     |            |
| 2. |         | Leo Borg Aleksandar Vukic                                  | 4 6   | 4 6       |     |            |
| 3. |         | Filip Bergevi / André Göransson Matthew Ebden / John Peers | 79 67 | 3 6       | 2 6 |            |
| 4. |         | Leo Borg John Peers                                        | 7 5   | 6 4       |     |            |
| 5. |         | Mikael Ymer Aleksandar Vukic                               |       |           |     | nehrálo se |
| |         |                                                            |       |           |     |            |
| |         |                                                            |       |           |     |            |
| |         |                                                            |       |           |     |            |
| |         |                                                            |       |           |     |            |
| |         |                                                            |       |           |     |            |

### Kanada vs. Maďarsko
| | Kanada | 2 :                                                    | 3      | Maďarsko |     |  |
| --- | ------ | ------------------------------------------------------ | ------ | -------- | --- |  |
| IGA Stadium, Montréal, Kanada 1.–2. února 2025 tvrdý (hala) |        |                                                        |        |          |     |  |
| \| \| \| \| 1. \| 2. \| 3. \| \| \| -- \| \| ------------------------------------------------------ \| ------ \| --- \| --- \| \| \| 1. \| \| Alexis Galarneau Fábián Marozsán \| 3 6 \| 6 3 \| 3 6 \| \| \| 2. \| \| Gabriel Diallo Márton Fucsovics \| 6 3 \| 2 6 \| 2 6 \| \| \| 3. \| \| Liam Draxl / Vasek Pospisil Peter Fajta / Máté Valkusz \| 7 62 \| 6 4 \| \| \| \| 4. \| \| Gabriel Diallo Fábián Marozsán \| 6 1 \| 6 3 \| \| \| \| 5. \| \| Alexis Galarneau Márton Fucsovics \| 68 710 \| 4 6 \| \| \| \| \| \| \| \| \| \| \| \| \| \| \| \| \| \| \| \| \| \| \| \| \| \| \| \| \| \| \| \| \| \| \| \| \| \| \| \| \| \| \| |        |                                                        |        |          |     |  |
| |        |                                                        | 1.     | 2.       | 3.  |  |
| 1. |        | Alexis Galarneau Fábián Marozsán                       | 3 6    | 6 3      | 3 6 |  |
| 2. |        | Gabriel Diallo Márton Fucsovics                        | 6 3    | 2 6      | 2 6 |  |
| 3. |        | Liam Draxl / Vasek Pospisil Peter Fajta / Máté Valkusz | 7 62   | 6 4      |     |  |
| 4. |        | Gabriel Diallo Fábián Marozsán                         | 6 1    | 6 3      |     |  |
| 5. |        | Alexis Galarneau Márton Fucsovics                      | 68 710 | 4 6      |     |  |
| |        |                                                        |        |          |     |  |
| |        |                                                        |        |          |     |  |
| |        |                                                        |        |          |     |  |
| |        |                                                        |        |          |     |  |
| |        |                                                        |        |          |     |  |

### Izrael vs. Německo
| | Izrael | 1 :                                                     | 3    | Německo |          |            |
| --- | --- | ------------------------------------------------------- | ---- | ------- | -------- | ---------- |
| SEB Arena, Vilnius, Litva 31. ledna – 1. února 2025 tvrdý (hala) | |                                                         |      |         |          |            |
| \| \| \| \| 1. \| 2. \| 3. \| \| \| ----------- \| ------------------------------------------------------------------------------------------------------------------------------------------------------------------------------------------------------------------------------ \| ------------------------------------------------------- \| ---- \| --- \| -------- \| ---------- \| \| 1. \| \| Jišaj Oli'el Maximilian Marterer \| 2 6 \| 7 5 \| 4 6 \| \| \| 2. \| \| Daniel Cukierman Yannick Hanfmann \| 4 6 \| 4 6 \| \| \| \| 3. \| \| Daniel Cukierman / Amit Vales Kevin Krawietz / Tim Pütz \| 0 6 \| 3 6 \| \| \| \| 4. \| \| Ofek Šimanov Daniel Masur \| 62 7 \| 6 3 \| [10] [8] \| \| \| 5. \| \| Daniel Cukierman Maximilian Marterer \| \| \| \| nehrálo se \| \| \| \| \| \| \| \| \| \| \| \| \| \| \| \| \| \| \| \| \| \| \| \| \| \| Podrobnosti \| \| \| \| \| \| \| \| \| Izrael měl být v zápase s Německem domácím týmem. Vzhledem k probíhajícímu válečnému konfliktu v Pásmu Gazy a nestabilitě v Libanonu, učinila Mezinárodní tenisová federace rozhodnutí o pořádání zápasu na neutrální půdě.[6] \| \| \| \| \| \| | |                                                         |      |         |          |            |
| | |                                                         | 1.   | 2.      | 3.       |            |
| 1. | | Jišaj Oli'el Maximilian Marterer                        | 2 6  | 7 5     | 4 6      |            |
| 2. | | Daniel Cukierman Yannick Hanfmann                       | 4 6  | 4 6     |          |            |
| 3. | | Daniel Cukierman / Amit Vales Kevin Krawietz / Tim Pütz | 0 6  | 3 6     |          |            |
| 4. | | Ofek Šimanov Daniel Masur                               | 62 7 | 6 3     | [10] [8] |            |
| 5. | | Daniel Cukierman Maximilian Marterer                    |      |         |          | nehrálo se |
| | |                                                         |      |         |          |            |
| | |                                                         |      |         |          |            |
| | |                                                         |      |         |          |            |
| Podrobnosti | |                                                         |      |         |          |            |
| | Izrael měl být v zápase s Německem domácím týmem. Vzhledem k probíhajícímu válečnému konfliktu v Pásmu Gazy a nestabilitě v Libanonu, učinila Mezinárodní tenisová federace rozhodnutí o pořádání zápasu na neutrální půdě. |                                                         |      |         |          |            |

### Tchaj-wan vs. Spojené státy americké
| | Tchaj-wan | 0 :                                                 | 4    | Spojené státy americké |    |            |
| --- | --------- | --------------------------------------------------- | ---- | ---------------------- | -- | ---------- |
| Tchajpejské tenisové centrum, Tchaj-pej, Tchaj-wan 31. ledna – 1. února 2025 tvrdý (hala) |           |                                                     |      |                        |    |            |
| \| \| \| \| 1. \| 2. \| 3. \| \| \| -- \| \| --------------------------------------------------- \| ---- \| ---- \| -- \| ---------- \| \| 1. \| \| Ceng Čchun-sin Marcos Giron \| 2 6 \| 2 6 \| \| \| \| 2. \| \| Wu Tchung-lin Alex Michelsen \| 64 7 \| 3 6 \| \| \| \| 3. \| \| Ray Ho / Wu Tchung-lin Austin Krajicek / Rajeev Ram \| 4 6 \| 64 7 \| \| \| \| 4. \| \| Chuang Cung-chao Mackenzie McDonald \| 2 6 \| 3 6 \| \| \| \| 5. \| \| Wu Tchung-lin Marcos Giron \| \| \| \| nehrálo se \| \| \| \| \| \| \| \| \| \| \| \| \| \| \| \| \| \| \| \| \| \| \| \| \| \| \| \| \| \| \| \| \| \| \| \| \| \| \| \| \| |           |                                                     |      |                        |    |            |
| |           |                                                     | 1.   | 2.                     | 3. |            |
| 1. |           | Ceng Čchun-sin Marcos Giron                         | 2 6  | 2 6                    |    |            |
| 2. |           | Wu Tchung-lin Alex Michelsen                        | 64 7 | 3 6                    |    |            |
| 3. |           | Ray Ho / Wu Tchung-lin Austin Krajicek / Rajeev Ram | 4 6  | 64 7                   |    |            |
| 4. |           | Chuang Cung-chao Mackenzie McDonald                 | 2 6  | 3 6                    |    |            |
| 5. |           | Wu Tchung-lin Marcos Giron                          |      |                        |    | nehrálo se |
| |           |                                                     |      |                        |    |            |
| |           |                                                     |      |                        |    |            |
| |           |                                                     |      |                        |    |            |
| |           |                                                     |      |                        |    |            |
| |           |                                                     |      |                        |    |            |

### Dánsko vs. Srbsko
| | Dánsko | 3 :                                                                   | 2   | Srbsko |     |  |
| --- | ------ | --------------------------------------------------------------------- | --- | ------ | --- |  |
| Royal Arena, Kodaň, Dánsko 31. ledna – 1. února 2025 tvrdý (hala) |        |                                                                       |     |        |     |  |
| \| \| \| \| 1. \| 2. \| 3. \| \| \| -- \| \| --------------------------------------------------------------------- \| --- \| --- \| --- \| \| \| 1. \| \| Elmer Møller Miomir Kecmanović \| 6 3 \| 2 6 \| 1 6 \| \| \| 2. \| \| Holger Rune Hamad Medjedović \| 6 2 \| 3 6 \| 1 6 \| \| \| 3. \| \| Johannes Ingildsen / Holger Rune Miomir Kecmanović / Hamad Medjedović \| 6 4 \| 6 4 \| \| \| \| 4. \| \| Holger Rune Miomir Kecmanović \| 6 2 \| 6 4 \| \| \| \| 5. \| \| Elmer Møller Hamad Medjedović \| 1 6 \| 6 4 \| 6 3 \| \| \| \| \| \| \| \| \| \| \| \| \| \| \| \| \| \| \| \| \| \| \| \| \| \| \| \| \| \| \| \| \| \| \| \| \| \| \| \| \| \| |        |                                                                       |     |        |     |  |
| |        |                                                                       | 1.  | 2.     | 3.  |  |
| 1. |        | Elmer Møller Miomir Kecmanović                                        | 6 3 | 2 6    | 1 6 |  |
| 2. |        | Holger Rune Hamad Medjedović                                          | 6 2 | 3 6    | 1 6 |  |
| 3. |        | Johannes Ingildsen / Holger Rune Miomir Kecmanović / Hamad Medjedović | 6 4 | 6 4    |     |  |
| 4. |        | Holger Rune Miomir Kecmanović                                         | 6 2 | 6 4    |     |  |
| 5. |        | Elmer Møller Hamad Medjedović                                         | 1 6 | 6 4    | 6 3 |  |
| |        |                                                                       |     |        |     |  |
| |        |                                                                       |     |        |     |  |
| |        |                                                                       |     |        |     |  |
| |        |                                                                       |     |        |     |  |
| |        |                                                                       |     |        |     |  |

### Chorvatsko vs. Slovensko
| | Chorvatsko | 3 :                                                  | 1    | Slovensko |    |            |
| --- | ---------- | ---------------------------------------------------- | ---- | --------- | -- | ---------- |
| Gradski vrt Hall, Osijek, Chorvatsko 31. ledna – 1. února 2025 tvrdý (hala) |            |                                                      |      |           |    |            |
| \| \| \| \| 1. \| 2. \| 3. \| \| \| -- \| \| ---------------------------------------------------- \| ---- \| --- \| -- \| ---------- \| \| 1. \| \| Duje Ajduković Lukáš Klein \| 7 64 \| 6 3 \| \| \| \| 2. \| \| Dino Prižmić Jozef Kovalík \| 6 2 \| 6 2 \| \| \| \| 3. \| \| Nikola Mektić / Mate Pavić Miloš Karol / Lukáš Klein \| 7 64 \| 7 5 \| \| \| \| 4. \| \| Matej Dodig Norbert Gombos \| 4 6 \| 4 6 \| \| \| \| 5. \| \| Dino Prižmić Lukáš Klein \| \| \| \| nehrálo se \| \| \| \| \| \| \| \| \| \| \| \| \| \| \| \| \| \| \| \| \| \| \| \| \| \| \| \| \| \| \| \| \| \| \| \| \| \| \| \| \| |            |                                                      |      |           |    |            |
| |            |                                                      | 1.   | 2.        | 3. |            |
| 1. |            | Duje Ajduković Lukáš Klein                           | 7 64 | 6 3       |    |            |
| 2. |            | Dino Prižmić Jozef Kovalík                           | 6 2  | 6 2       |    |            |
| 3. |            | Nikola Mektić / Mate Pavić Miloš Karol / Lukáš Klein | 7 64 | 7 5       |    |            |
| 4. |            | Matej Dodig Norbert Gombos                           | 4 6  | 4 6       |    |            |
| 5. |            | Dino Prižmić Lukáš Klein                             |      |           |    | nehrálo se |
| |            |                                                      |      |           |    |            |
| |            |                                                      |      |           |    |            |
| |            |                                                      |      |           |    |            |
| |            |                                                      |      |           |    |            |
| |            |                                                      |      |           |    |            |

### Francie vs. Brazílie
| | Francie | 4 :                                                                | 0   | Brazílie |     |            |
| --- | ------- | ------------------------------------------------------------------ | --- | -------- | --- | ---------- |
| Palais des Sports, Orléans, Francie 1.–2. února 2025 tvrdý (hala) |         |                                                                    |     |          |     |            |
| \| \| \| \| 1. \| 2. \| 3. \| \| \| -- \| \| ------------------------------------------------------------------ \| --- \| --- \| --- \| ---------- \| \| 1. \| \| Ugo Humbert João Fonseca \| 7 5 \| 6 3 \| \| \| \| 2. \| \| Arthur Fils Thiago Seyboth Wild \| 6 1 \| 6 4 \| \| \| \| 3. \| \| Benjamin Bonzi / Pierre-Hugues Herbert Rafael Matos / Marcelo Melo \| 4 6 \| 6 3 \| 6 4 \| \| \| 4. \| \| Giovanni Mpetshi Perricard Matheus Pucinelli de Almeida \| 6 4 \| 6 4 \| \| \| \| 5. \| \| Arthur Fils João Fonseca \| \| \| \| nehrálo se \| \| \| \| \| \| \| \| \| \| \| \| \| \| \| \| \| \| \| \| \| \| \| \| \| \| \| \| \| \| \| \| \| \| \| \| \| \| \| \| \| |         |                                                                    |     |          |     |            |
| |         |                                                                    | 1.  | 2.       | 3.  |            |
| 1. |         | Ugo Humbert João Fonseca                                           | 7 5 | 6 3      |     |            |
| 2. |         | Arthur Fils Thiago Seyboth Wild                                    | 6 1 | 6 4      |     |            |
| 3. |         | Benjamin Bonzi / Pierre-Hugues Herbert Rafael Matos / Marcelo Melo | 4 6 | 6 3      | 6 4 |            |
| 4. |         | Giovanni Mpetshi Perricard Matheus Pucinelli de Almeida            | 6 4 | 6 4      |     |            |
| 5. |         | Arthur Fils João Fonseca                                           |     |          |     | nehrálo se |
| |         |                                                                    |     |          |     |            |
| |         |                                                                    |     |          |     |            |
| |         |                                                                    |     |          |     |            |
| |         |                                                                    |     |          |     |            |
| |         |                                                                    |     |          |     |            |

### Švýcarsko vs. Španělsko
| | Švýcarsko | 1 :                                                                | 3    | Španělsko |           |            |
| --- | --------- | ------------------------------------------------------------------ | ---- | --------- | --------- | ---------- |
| Swiss Tennis Arena, Biel, Švýcarsko 1.–2. února 2025 tvrdý (hala) |           |                                                                    |      |           |           |            |
| \| \| \| \| 1. \| 2. \| 3. \| \| \| -- \| \| ------------------------------------------------------------------ \| ---- \| ---- \| --------- \| ---------- \| \| 1. \| \| Dominic Stricker Pedro Martínez \| 4 6 \| 67 9 \| \| \| \| 2. \| \| Jérôme Kym Roberto Carballés Baena \| 4 6 \| 4 6 \| \| \| \| 3. \| \| Marc-Andrea Hüsler / Dominic Stricker Pedro Martínez / Jaume Munar \| 4 6 \| 5 7 \| \| \| \| 4. \| \| Rémy Bertola Martín Landaluce \| 62 7 \| 6 3 \| [16] [14] \| \| \| 5. \| \| Dominic Stricker Roberto Carballés Baena \| \| \| \| nehrálo se \| \| \| \| \| \| \| \| \| \| \| \| \| \| \| \| \| \| \| \| \| \| \| \| \| \| \| \| \| \| \| \| \| \| \| \| \| \| \| \| \| |           |                                                                    |      |           |           |            |
| |           |                                                                    | 1.   | 2.        | 3.        |            |
| 1. |           | Dominic Stricker Pedro Martínez                                    | 4 6  | 67 9      |           |            |
| 2. |           | Jérôme Kym Roberto Carballés Baena                                 | 4 6  | 4 6       |           |            |
| 3. |           | Marc-Andrea Hüsler / Dominic Stricker Pedro Martínez / Jaume Munar | 4 6  | 5 7       |           |            |
| 4. |           | Rémy Bertola Martín Landaluce                                      | 62 7 | 6 3       | [16] [14] |            |
| 5. |           | Dominic Stricker Roberto Carballés Baena                           |      |           |           | nehrálo se |
| |           |                                                                    |      |           |           |            |
| |           |                                                                    |      |           |           |            |
| |           |                                                                    |      |           |           |            |
| |           |                                                                    |      |           |           |            |
| |           |                                                                    |      |           |           |            |

### Japonsko vs. Velká Británie
| | Japonsko | 3 :                                                          | 2    | Velká Británie |    |  |
| --- | -------- | ------------------------------------------------------------ | ---- | -------------- | -- |  |
| Bourbon Beans Dome, Miki, Japonsko 31. ledna – 1. února 2025 tvrdý (hala) |          |                                                              |      |                |    |  |
| \| \| \| \| 1. \| 2. \| 3. \| \| \| -- \| \| ------------------------------------------------------------ \| ---- \| ---- \| -- \| \| \| 1. \| \| Jošihito Nišioka Billy Harris \| 7 5 \| 6 1 \| \| \| \| 2. \| \| Kei Nišikori Jacob Fearnley \| 3 6 \| 3 6 \| \| \| \| 3. \| \| Josuke Watanuki / Takeru Juzuki Joe Salisbury / Neal Skupski \| 63 7 \| 64 7 \| \| \| \| 4. \| \| Jošihito Nišioka Jacob Fearnley \| 6 3 \| 7 60 \| \| \| \| 5. \| \| Kei Nišikori Billy Harris \| 6 2 \| 6 3 \| \| \| \| \| \| \| \| \| \| \| \| \| \| \| \| \| \| \| \| \| \| \| \| \| \| \| \| \| \| \| \| \| \| \| \| \| \| \| \| \| \| \| |          |                                                              |      |                |    |  |
| |          |                                                              | 1.   | 2.             | 3. |  |
| 1. |          | Jošihito Nišioka Billy Harris                                | 7 5  | 6 1            |    |  |
| 2. |          | Kei Nišikori Jacob Fearnley                                  | 3 6  | 3 6            |    |  |
| 3. |          | Josuke Watanuki / Takeru Juzuki Joe Salisbury / Neal Skupski | 63 7 | 64 7           |    |  |
| 4. |          | Jošihito Nišioka Jacob Fearnley                              | 6 3  | 7 60           |    |  |
| 5. |          | Kei Nišikori Billy Harris                                    | 6 2  | 6 3            |    |  |
| |          |                                                              |      |                |    |  |
| |          |                                                              |      |                |    |  |
| |          |                                                              |      |                |    |  |
| |          |                                                              |      |                |    |  |
| |          |                                                              |      |                |    |  |

### Rakousko vs. Finsko
| | Rakousko | 4 :                                                                         | 0   | Finsko |       |            |
| --- | -------- | --------------------------------------------------------------------------- | --- | ------ | ----- | ---------- |
| Multiversum, Schwechat, Rakousko 31. ledna – 1. února 2025 antuka (hala) |          |                                                                             |     |        |       |            |
| \| \| \| \| 1. \| 2. \| 3. \| \| \| -- \| \| --------------------------------------------------------------------------- \| --- \| ----- \| ----- \| ---------- \| \| 1. \| \| Lukas Neumayer Otto Virtanen \| 6 4 \| 64 7 \| 6 3 \| \| \| 2. \| \| Jurij Rodionov Eero Vasa \| 2 6 \| 6 3 \| 6 3 \| \| \| 3. \| \| Alexander Erler / Lucas Miedler Patrick Kaukovalta / Patrik Niklas-Salminen \| 4 6 \| 79 67 \| 78 66 \| \| \| 4. \| \| Filip Misolic Eero Vasa \| 6 4 \| 6 0 \| \| \| \| 5. \| \| Lukas Neumayer Eero Vasa \| \| \| \| nehrálo se \| \| \| \| \| \| \| \| \| \| \| \| \| \| \| \| \| \| \| \| \| \| \| \| \| \| \| \| \| \| \| \| \| \| \| \| \| \| \| \| \| |          |                                                                             |     |        |       |            |
| |          |                                                                             | 1.  | 2.     | 3.    |            |
| 1. |          | Lukas Neumayer Otto Virtanen                                                | 6 4 | 64 7   | 6 3   |            |
| 2. |          | Jurij Rodionov Eero Vasa                                                    | 2 6 | 6 3    | 6 3   |            |
| 3. |          | Alexander Erler / Lucas Miedler Patrick Kaukovalta / Patrik Niklas-Salminen | 4 6 | 79 67  | 78 66 |            |
| 4. |          | Filip Misolic Eero Vasa                                                     | 6 4 | 6 0    |       |            |
| 5. |          | Lukas Neumayer Eero Vasa                                                    |     |        |       | nehrálo se |
| |          |                                                                             |     |        |       |            |
| |          |                                                                             |     |        |       |            |
| |          |                                                                             |     |        |       |            |
| |          |                                                                             |     |        |       |            |
| |          |                                                                             |     |        |       |            |

### Belgie vs. Chile
| | Belgie | 3 :                                                             | 1    | Chile |     |            |
| --- | ------ | --------------------------------------------------------------- | ---- | ----- | --- | ---------- |
| Sporthal Alverberg, Hasselt, Belgie 1.–2. února 2025 tvrdý (hala) |        |                                                                 |      |       |     |            |
| \| \| \| \| 1. \| 2. \| 3. \| \| \| -- \| \| --------------------------------------------------------------- \| ---- \| --- \| --- \| ---------- \| \| 1. \| \| Zizou Bergs Tomás Barrios Vera \| 6 4 \| 6 3 \| \| \| \| 2. \| \| Alexander Blockx Cristian Garín \| 6 78 \| 1 6 \| \| \| \| 3. \| \| Sander Gillé / Joran Vliegen Tomás Barrios Vera / Nicolás Jarry \| 6 3 \| 3 6 \| 6 3 \| \| \| 4. \| \| Zizou Bergs Cristian Garín \| 6 3 \| 4 6 \| 7 5 \| \| \| 5. \| \| Alexander Blockx Tomás Barrios Vera \| \| \| \| nehrálo se \| \| \| \| \| \| \| \| \| \| \| \| \| \| \| \| \| \| \| \| \| \| \| \| \| \| \| \| \| \| \| \| \| \| \| \| \| \| \| \| \| |        |                                                                 |      |       |     |            |
| |        |                                                                 | 1.   | 2.    | 3.  |            |
| 1. |        | Zizou Bergs Tomás Barrios Vera                                  | 6 4  | 6 3   |     |            |
| 2. |        | Alexander Blockx Cristian Garín                                 | 6 78 | 1 6   |     |            |
| 3. |        | Sander Gillé / Joran Vliegen Tomás Barrios Vera / Nicolás Jarry | 6 3  | 3 6   | 6 3 |            |
| 4. |        | Zizou Bergs Cristian Garín                                      | 6 3  | 4 6   | 7 5 |            |
| 5. |        | Alexander Blockx Tomás Barrios Vera                             |      |       |     | nehrálo se |
| |        |                                                                 |      |       |     |            |
| |        |                                                                 |      |       |     |            |
| |        |                                                                 |      |       |     |            |
| |        |                                                                 |      |       |     |            |
| |        |                                                                 |      |       |     |            |

### Norsko vs. Argentina
| | Norsko | 2 :                                                              | 3   | Argentina |      |  |
| --- | ------ | ---------------------------------------------------------------- | --- | --------- | ---- |  |
| Fjellhamar Arena, Fjellhamar, Norsko 30.–31. ledna 2025 tvrdý (hala) |        |                                                                  |     |           |      |  |
| \| \| \| \| 1. \| 2. \| 3. \| \| \| -- \| \| ---------------------------------------------------------------- \| --- \| --- \| ---- \| \| \| 1. \| \| Nicolai Budkov Kjær Tomás Martín Etcheverry \| 5 7 \| 6 2 \| 65 7 \| \| \| 2. \| \| Casper Ruud Mariano Navone \| 6 3 \| 6 3 \| \| \| \| 3. \| \| Viktor Durasovic / Casper Ruud Andrés Molteni / Horacio Zeballos \| 2 6 \| 5 7 \| \| \| \| 4. \| \| Casper Ruud Tomás Martín Etcheverry \| 6 3 \| 6 3 \| \| \| \| 5. \| \| Nicolai Budkov Kjær Mariano Navone \| 6 4 \| 3 6 \| 4 6 \| \| \| \| \| \| \| \| \| \| \| \| \| \| \| \| \| \| \| \| \| \| \| \| \| \| \| \| \| \| \| \| \| \| \| \| \| \| \| \| \| \| |        |                                                                  |     |           |      |  |
| |        |                                                                  | 1.  | 2.        | 3.   |  |
| 1. |        | Nicolai Budkov Kjær Tomás Martín Etcheverry                      | 5 7 | 6 2       | 65 7 |  |
| 2. |        | Casper Ruud Mariano Navone                                       | 6 3 | 6 3       |      |  |
| 3. |        | Viktor Durasovic / Casper Ruud Andrés Molteni / Horacio Zeballos | 2 6 | 5 7       |      |  |
| 4. |        | Casper Ruud Tomás Martín Etcheverry                              | 6 3 | 6 3       |      |  |
| 5. |        | Nicolai Budkov Kjær Mariano Navone                               | 6 4 | 3 6       | 4 6  |  |
| |        |                                                                  |     |           |      |  |
| |        |                                                                  |     |           |      |  |
| |        |                                                                  |     |           |      |  |
| |        |                                                                  |     |           |      |  |
| |        |                                                                  |     |           |      |  |